# Isla Nottingham
Isla Nottingham (en inuktitut, Tujjaat) es una isla situada en la desembocadura de la bahía de Hudson. Administrativamente, pertenece al territorio autónomo de Nunavut, Canadá.

## Geografía
Isla Nottingham es una isla deshabitada localizada en la desembocadura de bahía Hudson, al final del estrecho homónimo que separa isla Baffin del continente. Es la mayor y la más austral del grupo de tres islas del estrecho —Nottingham, Salisbury y Mill— y está situada casi en su mitad, a 90 km de la península de Foxe, al norte, y a 60 km de la península de Ungava, al sur. 
Las islas más cercanas son, al norte, a 49 km, isla Mill y al nordeste, a unos 23 km, isla Salisbury. Además de las tres islas principales, hay muchas pequeñas islas e islotes, siendo los más grandes isla Fraser (pegada a isla Nottingham) e isla de Putnam (pegada a isla Mill). Algo más alejadas, tiene, al sur, a 110 km, isla Mansel y al oeste, a 176 km, isla Coats y a 86 km, isla Southampton. 
Las costas occidentales son rocosas y de poca altura. A partir de ahí, el terreno se eleva gradualmente en suaves laderas hacia la parte centroriental, una zona de pequeñas pero altas y empinadas colinas, localizadas entre numerosos lagos y arroyos. La altura media en esta región están entre 200 m y 320 m sobre el nivel del mar. El terreno montañoso desciende abruptamente hacia la costa nororiental, por empinadas laderas y altos acantilados sobre el mar.
La isla tiene una longitud máxima, en dirección NW-SE de unos 49 km y una anchura máxima de 35 km.

## Clima
La temperatura media en la isla es de 8,7 °C, mientras que el promedio de temperatura mínimas es de -15 °C. Solo hay 123 días sin hielo.

## Historia
Isla Nottingham fue descubierta en la expedición del explorador inglés Henry Hudson en 1610 a la búsqueda del Paso del Noroeste. Lleva su nombre en honor de uno de los patrocinadores del viaje, el conde de Nottingham. 
En 1884 se construyó una estación meteorológica en la isla y en 1927 un aeródromo como parte de un programa para vigilar el hielo en la bahía de Hudson. La isla quedó deshabitada en octubre de 1970, cuando los residentes Inuit emigraron a otros asentamientos mayores, principalmente a Cabo Dorset. 
La isla es conocida por su destacada población de morsas. Es también el lugar de nacimiento de la artista Inuit, Pitseolak Ashoona, así como del fotógrafo Peter Pitseolak